# Machupirca
Machupirca (del quechua machu 'edad', persona mayor, pirqa 'pared', "la pared de edad") es un sitio arqueológico de la cultura chachapoyas en Perú. Se encuentra ubicado en la región Amazonas, provincia de Chachapoyas, distrito de Magdalena. Machupirqa está situado a una altura de unos 1.900 metros (6.234 pies) en la orilla izquierda del río Kuntichaka (Condechaca), un afluente del río Utcubamba. La construcción está edificada con piedra caliza finamente canteada unida con argamasa de barro.